# 蒂龙河

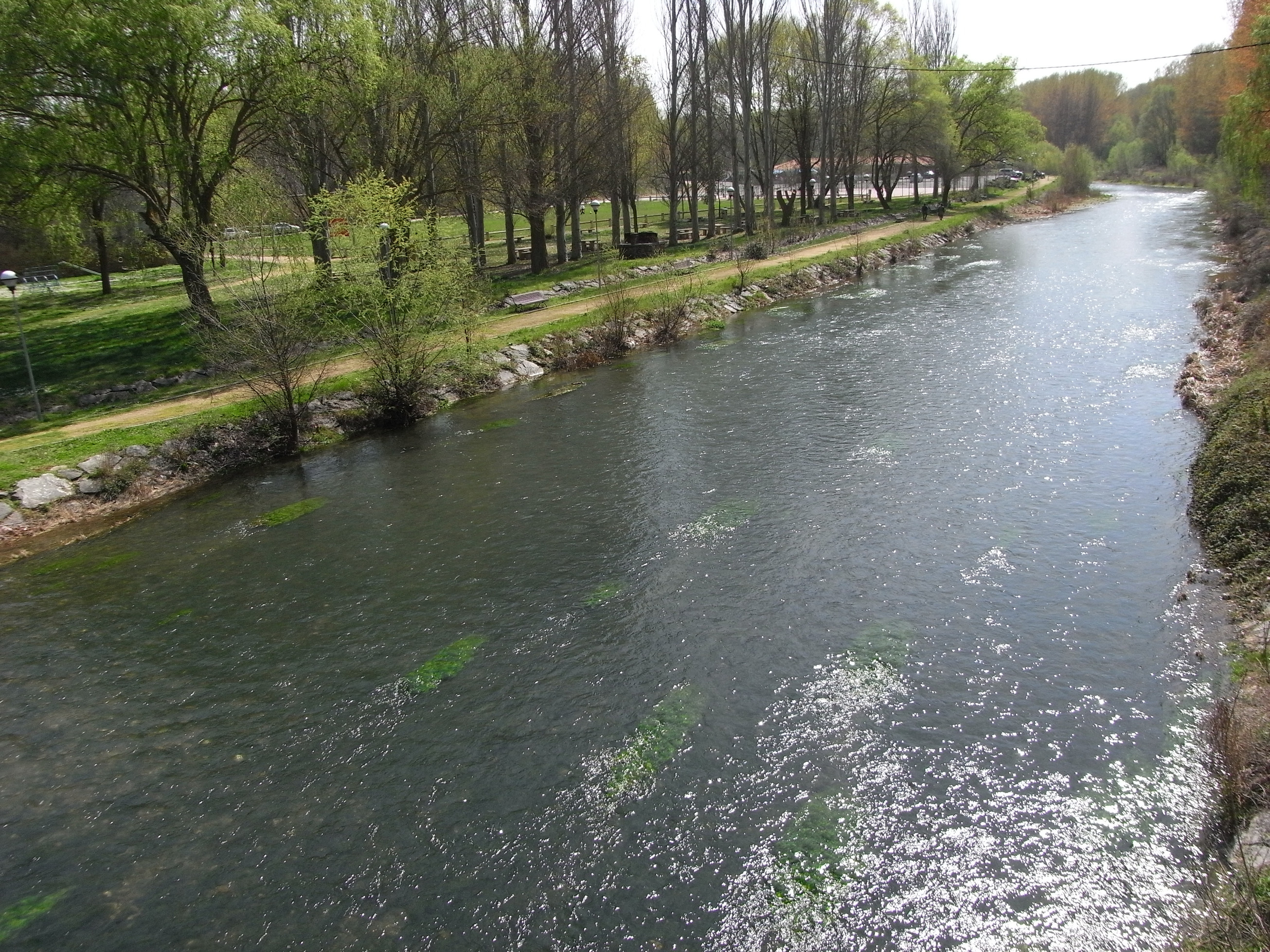
蒂龙河

蒂龙河（Río Tirón），西班牙境内的一条河流，为埃布罗河的支流，总长64.95公里。
蒂龙河的主要支流如下：
- 格莱拉河（río Glera）或称奥哈河（río Oja）, 全长48 km。
- 巴洛里奥河（río Valorio）;
- 恩塞梅洛河Encemero（圣胡利安河）, 12 km;
- 雷拉奇戈河（río Reláchigo）， 22 km;

- 乌尔韦翁河（río Urbión）：15 km;
- 奥罗佩萨河（río Oropesa）;
- 雷托尔托河（río Retorto）：19 km;
- 罗甘托河（río Roganto）;
- 埃阿河, 18 km.